# 吳裕泰茶莊
北京吴裕泰茶业股份有限公司，总部位于北京市东城区交道口东大街4-17号，是北京老字號茶业企业。

## 简介
清朝光绪十三年（1887年），吴锡卿（安徽歙县昌溪村人，1876-1930年）在北京创办吴裕泰茶栈。吴氏祖上数辈都从事茶叶生意，在徽州當地更有“吳茶周漆潘醬園”的說法。吴家有兄弟6个，吴锡卿在其中排行第四，总管吴裕泰茶栈，先后在北京城内外开出8家茶庄，后增加到11家，分别是：崇文门内的“乾泰聚”、“福盛”、“吴鼎裕”茶庄（“吴鼎裕”在后来的崇文门菜市场旧址处，专营高档茶叶），广安门内的“协利”，西单北大街的“吴新昌”，东单的“信大”，清河的“吴德利”，通县及天津的“乾泰聚”分号、“裕胜”茶庄等等。吴锡卿曾经担任京师茶行会会长。
吴裕泰茶栈以拼配茉莉花茶为特色，起初是自己窨制，后来全部在产地窨制。茉莉花茶在北京流行是因当时北京百姓喝不起名茶，吴裕泰拼配的茉莉花茶走大众化路线，所以生意兴隆。
吴裕泰茶栈自创建之日起便坐落于今东四北大街44号。旧时占地面积20余亩，大门可同时进出三辆大车，共8个院落100余间房屋，是花园式建筑，分成库房、客房、加工拼配室、营业店堂等等。当时主要自安徽、福建、浙江等地进茶叶，经大运河到达通县，用大车运进东直门到北新桥。当时吴裕泰茶栈的电话为：北局，1928。21世纪初，王府井吴裕泰茶文化馆展出有一位老顾客捐赠的吴裕泰茶栈茶叶筒。
吴家信佛，每年冬三月都搭粥棚接济穷人。吴家数代为安徽儒商，经商的同时学文。吴裕泰最初的牌匾是吴锡卿用五块银圆请祝椿年题写的“吴裕泰茶栈”。这块匾一直挂到1955年底公私合营时，吴裕泰茶栈改为“吴裕泰茶庄”。“吴裕泰茶庄”没有牌匾。文革初期，东四北大街被改为“红日路”，吴裕泰茶庄也更名为“红日茶店”，并挂有写着“红日茶店”的竖牌。1985年，恢复老字号“吴裕泰茶庄”，牌匾请冯亦吾题写，为黑地金字横匾，沿用至今。
1994年，东四北大街的吴裕泰茶庄翻扩建，营业面积由50平方米增至80余平方米，店内悬挂天津炎黄画院赠的大幅国画《陆羽品茶图》。1995年，在茶庄隔壁建成“吴裕泰茶社”，刘炳森题写了“吴裕泰茶社”匾额。1995年秋，吴裕泰茶社开笔会，刘炳森、胡絜青、李滨声、苏适、米南阳题写书法。
1995年，中华人民共和国国内贸易部认定吴裕泰为中华老字号。2005年，北京吴裕泰茶业股份有限公司成立，为销售茶叶、茶具、茶衍生品的专业公司。2014年，北京吴裕泰茶业股份有限公司被北京老字号协会认定为北京老字号。